# 1980年レークプラシッドオリンピック
1980年レークプラシッドオリンピック（1980ねんレークプラシッドオリンピック）は、1980年2月13日から2月24日までアメリカ合衆国ニューヨーク州のレークプラシッドで行われた冬季オリンピック。レークプラシッド1980（Lake Placid 1980）と呼称される。

## 大会開催までの経緯
レークプラシッドでは1932年にオリンピックが開かれた後、1963年7月8日にアメリカ下院で1968年冬季オリンピックの招致が可決、上院の議決を経て立候補がされたが、フランスのグルノーブルに敗れた。
1972年11月11日には、1976年のオリンピック開催をデンバーが返上したため立候補を表明した。代替地候補であったソルトレイクシティが立候補を取り下げたため、アメリカオリンピック委員会が立候補させてよい意向を示し翌31日にIOCに対してアメリカオリンピック委員会より立候補の申請がなされたが、2月1日にIOCのスポークスマンは1月15日が開催希望地の締め切り日であり、レークプラシッドからの公式の通達が来ていないと否定的なコメントが出された。2月4日のIOC理事会でインスブルックに敗れ、1980年の冬季オリンピック誘致を目指した。1974年3月31日に締め切られた立候補は、レークプラシッド以外にフランスのシャモニー、カナダのバンクーバー＝ガリバルディであった。その後他の地域は立候補を取り下げ、同年10月23日にオーストリアのウィーンで行われたIOC総会で1980年モスクワオリンピックと同時に開催が決定した。この時、対立候補地はなく無競争で承認がされた。
7億5000万ドルかかった1972年札幌オリンピックに対して1932年レークプラシッドオリンピックでも使用した世界初の室内スケート場と言われたオリンピックアリーナ（アイスホッケー用）やスピードスケートの施設を有効利用した。ジャンプ台は90メートル級を新設、当初既存の施設を補修する予定だった70メートル級ジャンプ台も新設された。この際、建設費削減の為70メートル級と90メートル級のジャンプ台が初めて併設の形になった。オリンピックアリーナに併設されて人口2700人の町にはふさわしくない8000人収容のオリンピック・センターも新設された。アルペンスキーは、町の中心地から北東に13km離れた標高1460メートルのホワイトフェース山で行われ、ボブスレーとリュージュの施設も新設された。ただし周囲の町も含めても宿泊施設が不足し、観客は60kmから100kmほど離れたモントリオールやバーモント州に宿泊しなければならないことが予期された。ノルディックスキーは、南へ7kmのバン・ホーベンベルク山で開催された。
前年の1979年に行われたプレ五輪では、2月11日に氷点下25度であったため国際スキー連盟の規則である氷点下20度以下であった場合、競技を開始しない規定に基づきスキーのリレー競技が中止となった。
選手村は、新設刑務所建設の予算で建てられた。5つの刑務所の建物だけでは、選手は入りきれずトレーラーハウスも用意され1932年ロサンゼルスオリンピックで選手村制度ができて以来、金網で隔てられるなど男女に分かれていた選手村が一緒になった。
冬季オリンピック史上初めて中国が出場し、人工降雪機が採用されたのも初であった。なお、デンマークだけは選手の水準不足でメダルを獲得する可能性がないという理由で不参加であった。

## ハイライト
レークプラシッドでは上記の通り1932年以来、2回目のオリンピック開催となった。アメリカ国内での開催も1960年の1960年スコーバレーオリンピック以来、20年ぶり3回目の冬季オリンピックだった。
聖火リレーは1月30日にギリシャのオリンピアで採火式が行われた後、アメリカ大統領専用機でバージニア州のラングレー空軍基地に到着、延べ1600kmを二手に分かれて、9日間52人のランナーでリレーされ、2月8日午後8時11分にオリンピック・スケート会場に到着した。
サイラス・ヴァンス国務長官のスピーチがモスクワ大会を非難する内容であったため、開会式をモスクワオリンピック組織委員会委員長のソ連のノビコフ副首相らがこれをボイコットした。
スピードスケートでアメリカのエリック・ハイデンが5種目完全制覇の偉業を成し遂げた。距離別のスペシャリスト化が始まっていた中、空前絶後の記録である。タイム差もかなりあり、危なげない5冠達成であった。銀メダルは1500mと5000mが同じ選手だったため4人。そのうち2人は1976年インスブルックオリンピックの金メダリストで、1人は1984年サラエボオリンピックで二冠を達成している。この大会でのアメリカの金メダルはハイデンの5個と最終日のアイスホッケーで計6個であった。
最終日に行われたアイスホッケー競技の決勝リーグ戦では、2月22日の試合でソ連を4－3で破った大学生で構成されたアメリカチームが（カーター大統領は、ソ連を破った2月22日にチームを2月25日にホワイトハウスへ招待すると祝電を打った。）フィンランドを破り、20年ぶりの金メダルを手にした。それまで、同種目を4連覇し無敵と称されたソ連チームを準決勝で破った上での栄冠であり、後に氷上の奇跡と称される歓喜のフィナーレとなった。
前年の1979年に起きたソビエト連邦によるアフガニスタン侵攻に対して、当時アメリカのジミー・カーター大統領が同年夏の1980年モスクワオリンピックにボイコットの方針を表明して賛否両論の議論を巻き起こしていた。レークプラシッド大会終了後、カーター大統領は五冠のハイデンやホッケー選手ら今大会の英雄を昼食会に招いたが、その場で彼らにボイコット反対を表明されるしっぺ返しを受けてしまった。
なお、不参加の噂もあったソ連選手団は2月4日に第一陣が入村するなど参加している。
一方、イラン革命によりパフラヴィー朝のイラン王国が崩壊し、1979年2月にイラン・イスラム共和国が成立していたイランでは同年11月に起きたイランアメリカ大使館人質事件が継続中で、対米関係は極度に悪化していた。その外交的背景もあり、王国時代の1964年インスブルックオリンピックから4大会連続で冬季オリンピック大会に参加していたイラン選手団は本大会に参加しなかった。

## マスコット
ロニ（アライグマがモチーフとなっている。）

## 実施競技
| - アイスホッケー - アルペンスキー - クロスカントリースキー - スキージャンプ - スピードスケート |  | - ノルディック複合 - バイアスロン - フィギュアスケート - ボブスレー - リュージュ |

## 主な競技会場
- オリンピックセンター（アイスホッケー、フィギュアスケート）
- ボブスレー・リュージュ・パーク

## 各国の獲得メダル
| 順 | 国・地域                 | 金 | 銀 | 銅 | 計 |
| -- | ------------------------ | -- | -- | -- | -- |
| 1  | ソビエト連邦             | 10 | 6  | 6  | 22 |
| 2  | 東ドイツ                 | 9  | 7  | 7  | 23 |
| 3  | アメリカ合衆国（開催国） | 6  | 4  | 2  | 12 |
| 4  | オーストリア             | 3  | 2  | 2  | 7  |
| 5  | スウェーデン             | 3  | 0  | 1  | 4  |
| 6  | リヒテンシュタイン       | 2  | 2  | 0  | 4  |
| 7  | フィンランド             | 1  | 5  | 3  | 9  |
| 8  | ノルウェー               | 1  | 3  | 6  | 10 |
| 9  | オランダ                 | 1  | 2  | 1  | 4  |
| 10 | スイス                   | 1  | 1  | 3  | 5  |